# 電光源
电光源，能夠把電能轉化為光能的設備。
从发光原理上来看，电光源主要包括以下几类：
- 热辐射发光。如白炽灯和卤钨灯。
- 气体放电发光。可以分为低气压放电灯和高强度气体放电灯两大类，其中：低气压发电灯主要有低压钠灯、荧光灯、节能灯；高强度气体放电灯主要有高压汞灯、高压钠灯、金卤灯。
- 固体电致发光。主要有发光二极管（LED）及有机电致发光。

## 常見的電光源
- 白熾燈
- 螢光管
- 高壓氣體放電燈
- 發光二極管
- 激光器

## 外部連結
- Dark Sacred Night （页面存档备份，存于）" (2023) is a short science film from the Princeton University Office of Sustainability about lighting obscuring the stars and affecting health and the environment.